# Dris Chraibi

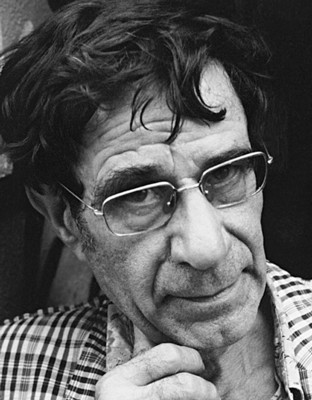
Driss Chraibi en 2000

Driss Chraibi (en árabe, إدريس الشرايبي) fue un escritor marroquí en lengua francesa, nacido en El Yadida el 15 de julio de 1926 y fallecido a los 81 años el 1 de abril de 2007 en Crest (Francia). Es considerado como uno de los fundadores de la literatura magrebí de expresión francesa, y el padre de la literatura marroquí moderna.

## Biografía

### Su vida
Nació en El Yadida y se crio entre Rabat y Casablanca. Asistió a la escuela coránica antes de incorporarse a la Escuela M'hammed Guessous en Rabat y al Instituto Lyautey en Casablanca.
En 1945 llegó a París para estudiar química. En 1950 también obtuvo su título de ingeniero. Posteriormente se interesó por la neuropsiquiatría para finalmente dedicarse a la literatura y al periodismo. Produjo programas de France Culture, frecuentó poetas, enseñó literatura del Magreb en la Universidad Laval de Quebec y se dedicó a la escritura. Se casó con Sheena Chraibi, de origen Inglés, con quien tuvo una hija y cuatro hijos.
Existe una edición en español de El pasado simple (Madrid, ediciones del oriente y del mediterráneo, 1994) y de El hombre del libro (Madrid, ediciones del oriente y del mediterráneo, 1998). 

### Su literatura
Se dio a conocer a través de sus dos primeras novelas, El pasado simple (1954) y Los Chivos (1955) de una violencia rara, que causaron una gran polémica en Marruecos, que luchaba por la independencia.
El pasado simple describe la rebelión de un joven hombre entre la gran burguesía marroquí y sus abusos de poder encarnado por su padre, el "Señor" y la supremacía francesa en un Marruecos colonizado que restringe al hombre a sus orígenes. La narrativa está organizada a la manera de una reacción química, ciencia que el autor también estudió en Francia. A través de la batalla introspectiva del protagonista de la novela, llamado Driss, el lector asiste a una fuerte crítica de la brecha que existe entre el islam ideal revelado en el Corán y la práctica hipócrita del islam por la clase burguesa del Marruecos de los años 1950, de la condición de las mujeres musulmanas en la persona de su madre y del fracaso inevitable de la integración de Marruecos en la sociedad francesa. Este último punto se verá reforzado en 1979, cuando Chraibi publicó Succession ouverte, donde el mismo protagonista, asqueado por la casta que representa su estatus e identidad de inmigrante, se ve obligado a regresar a su tierra natal a enterrar al "Señor", su difunto padre. Se trata de una crítica más suave, casi melancólica que propone Chraibi, destacando la nueva realidad francesa del protagonista y la reconquista del Marruecos abandonado hace tanto tiempo. 
En Los chivos, el autor critica la relación de Francia con sus inmigrantes, trabajadores explotados a quienes llama "elevados al sacrificio." En este libro comienza a utilizar un lenguaje crudo, conmovedor.
Le siguieron dos libros que hoy se encuentran agotados: L' Âne, en el contexto de las independencias africanas, predijo antes que nadie su fracaso y las dictaduras, "ese socialismo de policías". La Foule, también agotado, es una crítica encubierta al general De Gaulle. El héroe es un idiota que llega al poder supremo, ya que, para su sorpresa, la multitud lo aclama cada vez que abre la boca.
Una etapa concluyó con la muerte de su padre, Haj Fatmi Chraibi en 1957. El escritor, exiliado en Francia, supera la rebelión contra su padre y establece un nuevo diálogo con él más allá de la tumba y el océano en Succession ouverte.
La civilización, ¡madre mia!... (1972) trata de dar una respuesta a las preguntas del escritor marroquí. El hijo ayuda a su madre a liberarse de los grilletes de la sociedad patriarcal y encontrar su propio camino. Se trata de una de las primeras ocasiones en que el tema de las mujeres se menciona en la literatura marroquí.
Luego vienen La Mère du printemps y Naissance à l'aube. Allí Driss Chraibi narra magistralmente el viaje de los jinetes árabes que llevaron el islam a Occidente, la integración del islam por los bereberes, y la construcción de la utopía en Andalucía. Un mundo donde árabes, bereberes, y judíos viven lado a lado en la búsqueda de lo ideal.
Diez años más tarde, el escritor publicó L'Homme du livre, al que describió como "la obra de su vida". El héroe no es otro que el profeta del islam, Mahoma, durante los tres días antes de la Revelación. Aquí, la novela bordea la poesía; y la poesía, lo sagrado. Vemos a un hombre frente a sí mismo, luchando por llegar a la verdad. El libro termina cuando comienza el Apocalipsis.
Entonces aparece la serie de investigaciones policiales, cuyo héroe, el inspector Alí  comienza con Une enquête au pays. El inspector Alí es una especie de alter ego del escritor, que realiza investigaciones agudas, poco convencionales, en Marruecos y después en el extranjero. De este modo, a través de lo que parecen ser novelas policíacas, Driss Chraibi denuncia los defectos de Marruecos y Occidente en un tono más irónico.
Finalmente vienen las memorias. Visto, leído, escuchado describe la infancia del escritor en Marruecos, el colonialismo, la escuela francesa, la Segunda Guerra Mundial, la llegada de los americanos a Casablanca, y finaliza con su llegada a Francia. En esa oportunidad, el escritor aprovecha para poner las cosas en claro sobre la relación con su padre, que una lectura unilateral de El pasado simple siempre ha supuesto y mostrado.
En la segunda parte de las memorias, Le Monde à côté, relata su vida como escritor y su vida privada de una manera más tranquila.
Su último libro, L'Homme qui venait du passé, es una nueva investigación del inspector Alí, pero en torno a la muerte de Osama bin Laden en Marrakech. Chraibi intenta una vez más responder a su pregunta básica: "¿Tendremos algún día un futuro diferente a nuestro pasado?" El libro termina con el asesinato del autor por parte del inspector Alí.
Driss Chraibi murió a los 80 años, el domingo 1 de abril de 2007, en Drôme, donde vivía desde 1988. Se llevó consigo el secreto del libro que estaba escribiendo. Sus restos reposan actualmente en Casablanca, en el cementerio de Chouhada, junto a su padre, como él deseaba.

### Novelas
- El pasado simple (Le passé simple, Gallimard), 1954
- Los chivos (Les Boucs, Gallimard), 1955
- L'Âne, Denoël, 1956
- De tous les horizons, Denoël, 1958
- La Foule, Denoël, 1961
- Succession ouverte, Gallimard, 1962
- Un ami viendra vous voir, Denoël, 1967
- La Civilización, Madre mía!..., (La Civilisation, ma Mère!..., Gallimard), 1972
- Mort au Canada, Denoël, 1975
- Une enquête au pays, Seuil, 1981
- La Mère du printemps, Seuil, 1982
- Nacimiento al Alba (Naissance à l'aube, Seuil),1986
- L’Inspecteur Ali, Gallimard, 1991
- Une place au soleil, Denoël, 1993
- El hombre del libro (L’Homme du livre, Eddif - Balland, 1994

- L'Inspecteur Ali à Trinity College, Denoël, 1995
- L'Inspecteur Ali et la CIA, Denoël, 1996
- L'Homme qui venait du passé, Denoël, 2004

### Memorias
- Visto, leído, escuchado (Vu, lu, entendu, Denoël), 1998
- Le Monde à côté, Denoël, 2001

de literatura infantil
- Les Aventures de l'âne Khâl, Seuil, 1992

### Textos radiofónicos
- L'Homme qui était mort, France Culture, avril 1979
- D'autres voix, France Culture, 1980

### Entrevistas
- Une vie sans concessions, Zellige, 2009 (Entretiens réalisés par Abdeslam Kadiri)